# Науэнские ворота

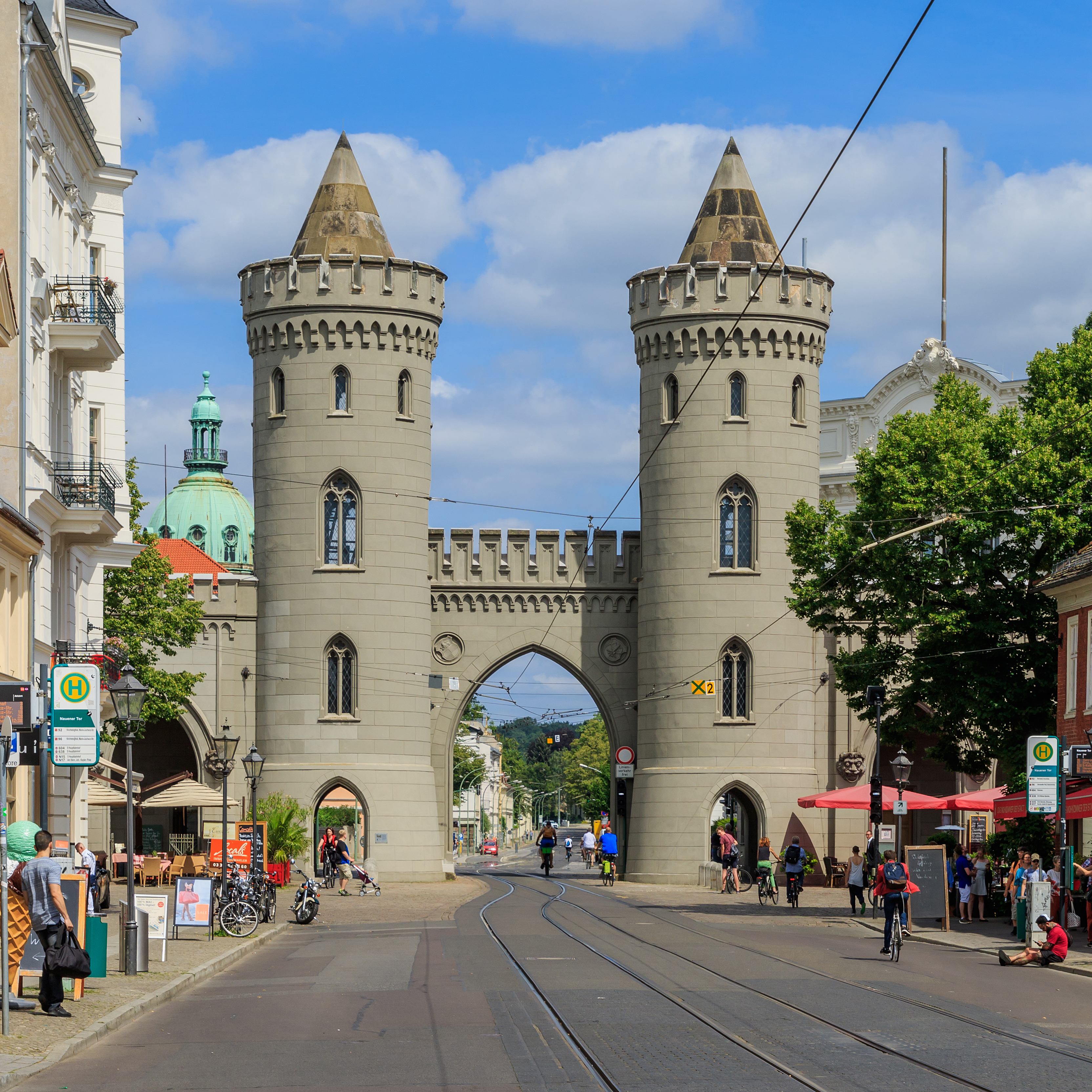
Науэнские ворота

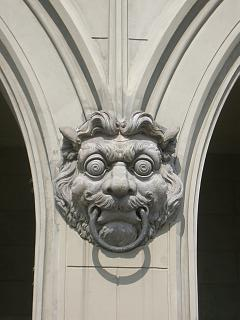
Деталь ворот со стороны города

Науэнские ворота (нем. Nauener Tor) — одни из трёх сохранившихся городских ворот Потсдама. Они были построены в 1754—1755 гг. и считаются первым образцом неоготики в континентальной Европе. Своё название они получили от находящегося неподалёку от Потсдама городка Науэн.
Первые Науэнские ворота были построены в 1722 году в ходе так называемого Первого расширения города. Они находились примерно в 400 метрах от нынешнего местоположения, будучи одними из пяти ворот в городской стене. В 1733 году, во время Второго расширения, в 20 метрах от сегодняшнего места появились новые ворота, на которых была надпись «Да здравствует король и все храбрые солдаты» (нем. Es lebe der König und alle braven Soldaten). В конце 1860-х гг. они были снесены.
В 1754—1755 гг., за двадцать лет до окончательного прихода неоготики на континент, архитектор Иоганн Готфрид Бюринг построил в Потсдаме по эскизу короля Фридриха II Науэнские ворота в готическом стиле, существующие по сей день. В 1867—1869 году, при короле Вильгельме I, ворота были перестроены и приняли нынешний облик.
Сложно назвать с уверенностью конкретное здание, послужившее образцом для ворот. Раньше считалось, что их прототипом был шотландский замок Инверари, однако известно, что его первоначальный вид сильно отличался. Сам замок был построен в 1457 году, но после пожара 1877 года он подвергся серьёзной реконструкции: так, лишь в ходе перестройки на башнях появились конические крыши. По другой теории, прототипом ворот послужил Рейнсбергский дворец, где Фридрих жил, будучи кронпринцем; впоследствии он всегда с теплом вспоминал это время. Похожее сооружение можно также видеть в первом издании произведений Фридриха, иллюстрации к которому выполнил гравёр Георг-Фридрих Шмидт. На виньетке к «Восхвалению Жордана» (в третьем томе) на заднем плане изображена городская стена, украшенная колоннами; в ней сделаны ворота с круглыми остроконечными башенками.
Первоначально Науэнские ворота были встроены в городскую стену, как и двое других ворот — Бранденбургские и Охотничьи. Они находятся на въезде в исторический Голландский квартал. Площадь перед воротами — излюбленное место встреч горожан; на ней находится множество кафе, ресторанов и баров. Прямо через ворота проходят трамвайные пути.